# سوسیالیسم صنفی

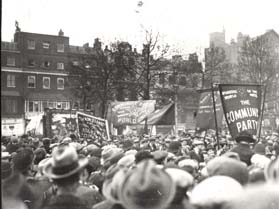
تظاهرات حزب کمونیست در انگلستان در تلاش برای ایجاد سوسیالیسم صنفی

سوسیالیسم صنفی یک جنبش سیاسی طرفدار ادارهٔ کارگری صنعت به میانجی صنف‌های کارگری «در ارتباط قراردادی ضمنی با عموم جامعه است». این جنبش در پادشاهی متحده آغاز شد و بیشترین تأثیر را در ربع اول قرن بیستم داشت. سوسیالیسم صنفی با ج. د. اچ. کول شناخته می‌شود و تحت تأثیر ایده‌های ویلیام موریس است.